# Napoli Calcio a 5 2018-2019
Questa pagina raccoglie i dati riguardanti il Napoli Calcio a 5, squadra di calcio a 5 militante in serie A, nelle competizioni ufficiali della stagione 2018-2019.

## Trasferimenti

### Sessione estiva
| Alemão               | CAME Treviso          |
| Nicolò Baron         | Feldi Eboli           |
| Paolo Cesaroni       | Italservice           |
| Felipe Mancha        | Informatica Timișoara |
| Francesco Molitierno | Kaos                  |
| Luka Perić           | Spalato               |
| Cristian Rubio       | O Parrulo             |
| Juan Adrián Salas    | Cerro Porteño         |
| Fernando Wilhelm     | svincolato            |
| Altre operazioni     |                       |
| Jurij Bellobuono     | Virtus Rutigliano     |

| André Ferreira      | Feldi Eboli       |
| Cainan De Matos     | CAME Treviso      |
| Carlos Espíndola    | Jaén              |
| Alexandre Ghiotti   | Real San Giuseppe |
| Alessandro Patias   | Halle-Gooik       |
| Marko Perić         | Ekonomac          |
| Marco Scigliano     | Feldi Eboli       |
| Lolo Suazo          | Sandro Abate      |
| Simone Vallarelli   | Sammichele        |
| Vavá                | svincolato        |
| Altre operazioni    |                   |
| Ferdinando Avolio   | Lausdomini        |
| Francesco Galluccio | Real San Giuseppe |
| Antonio Orvieto     | Real San Giuseppe |
| Christian Varriale  | Real San Giuseppe |

### Sessione invernale
| Chano    | O Parrulo |
| Dimas    | Assoeva   |
| Jesulito | O Parrulo |

| Alemão       | Real Rieti      |
| Nicolò Baron | Carrè Chiuppano |
| Luka Perić   | Tombesi         |

## Organico

### Prima squadra
| N° | Naz.                 | Ruolo | Sportivo             | Anno     |  |  |
| -- | -------------------- | ----- | -------------------- | -------- |  |  |
| 6  | Argentina (bandiera) | UNI   | Fernando Wilhelm     | 05.04.82 |  |  |
| 5  | Spagna (bandiera)    | PIV   | Chano                | 30.08.87 |  |  |
| 7  | Italia (bandiera)    | LAT   | Massimo De Luca      | 07.10.87 |  |  |
| 8  | /                    | UNI   | Vinícius Duarte      | 13.12.82 |  |  |
| 9  | Spagna (bandiera)    | PIV   | Jesulito             | 21.11.89 |  |  |
| 10 | Paraguay (bandiera)  | LAT   | Juan Adrián Salas    | 20.10.90 |  |  |
| 11 | Spagna (bandiera)    | PIV   | Cristian Rubio       | 16.02.96 |  |  |
| 14 | /                    | UNI   | Alemão               | 25.06.76 |  |  |
| 19 | Croazia (bandiera)   | UNI   | Franko Jelovčić      | 06.07.91 |  |  |
| 20 | Italia (bandiera)    | LAT   | Nicolò Baron         | 30.08.96 |  |  |
| 22 | Italia (bandiera)    | POR   | Francesco Molitierno | 14.10.89 |  |  |
| 77 | Brasile (bandiera)   | UNI   | Dimas                | 07.11.86 |  |  |
| 91 | Italia (bandiera)    | LAT   | Paolo Cesaroni       | 10.04.91 |  |  |
| 92 | /                    | LAT   | Felipe Mancha        | 16.12.92 |  |  |
| 97 | Croazia (bandiera)   | PIV   | Luka Perić           | 09.02.97 |  |  |

### Under-19
| N° | Naz.              | Ruolo | Sportivo            | Anno     |  |  |
| -- | ----------------- | ----- | ------------------- | -------- |  |  |
| 4  | Italia (bandiera) | LAT   | Giuseppe Moccia     | 11.08.99 |  |  |
| 12 | Italia (bandiera) | POR   | Jurij Bellobuono    | 22.01.98 |  |  |
| 20 | Italia (bandiera) | LAT   | Vincenzo Amirante   | --.--.02 |  |  |
| 21 | Italia (bandiera) | LAT   | Pasquale Moccia     | 11.08.99 |  |  |
| 99 | Italia (bandiera) | POR   | Cristofaro Mennella | 26.11.98 |  |  |